# 神戸大学附属幼稚園
神戸大学附属幼稚園（こうべだいがくふぞくようちえん）は、兵庫県明石市にある国立幼稚園。大多数の卒園生は神戸大学附属小学校に進学する。

## 概要
幼稚園教育のほか、神戸大学との連携のもと教育理念の実験的研究並びに実証、神戸大学学生の教育実習、幼稚園教育の実践的研究を行っている。3歳児入園の3年保育と4歳児入園の2年保育がある。園地面積約6,100m2、園舎面積約1,240m2である。2012年現在、学級数は5クラス、教員数6人、園児数120人であった。

## 沿革

### 経緯
神戸大学附属幼稚園は、1904年（明治37年）、明石女子師範学校の附属幼稚園として開園し、兵庫県明石女子師範学校附属幼稚園、兵庫師範学校女子部附属幼稚園と改称された。第二次世界大戦後の学制改革によって、神戸大学兵庫師範学校附属幼稚園となり、まもなく神戸大学教育学部附属幼稚園となった。1992年（平成4年）、神戸大学教育学部の改組により、神戸大学発達科学部附属幼稚園と改称された。2009年（平成21年）、 神戸大学の附属学校再編により、神戸大学附属幼稚園と改称された。

### 年表
- 1904年（明治37年）10月 - 明石女子師範学校附属幼稚園として開園する。
- 1941年（昭和16年）4月 - 兵庫県明石女子師範学校附属幼稚園と改称する。
- 1943年（昭和18年）4月 - 兵庫師範学校女子部附属幼稚園と改称する。
- 1944年（昭和19年）11月 - 創立40周年の記念行事を行う。
- 1950年（昭和25年）4月 - 学制改革に伴い、 神戸大学兵庫師範学校附属幼稚園と改称する。
- 1951年（昭和26年）4月1日 - 神戸大学教育学部附属幼稚園と改称する。
- 1954年（昭和29年）11月 - 創立50周年の記念行事を行う。
- 1964年（昭和39年）11月 - 創立60周年の記念行事を行う。
- 1966年（昭和41年）4月 - 3年保育課程を設け、3歳児学級を設置する[1]。
- 1967年（昭和42年） - 新園舎を建設する[1]。
- 1974年（昭和49年）11月 - 創立70周年の記念行事を行う。
- 1984年（昭和59年）11月 - 創立80周年の記念行事を行う。
- 1992年（平成4年）10月1日 - 神戸大学発達科学部附属幼稚園と改称する。
- 1994年（平成6年）11月 - 創立90周年の記念行事を行う。
- 1995年（平成7年）1月17日 - 阪神・淡路大震災で被害を受ける。
- 1998年（平成10年）5月 - 「神戸大学発達科学部附属明石校園カリキュラム開発研究センター」を設立する。
- 2004年（平成16年）11月 - 創立100周年の記念行事を行う。
- 2009年（平成21年）4月1日 - 神戸大学附属幼稚園と改称する。

## 教育目標
人間らしくよりよく生きるための行動の基盤を幼児自らに形成させる

## 園の行事
※主な行事を記載。
| - 4月 - 入園式、第1学期始業式 - 5月 - 園外保育、事前教育実習、開学記念日 - 6月 - 保育参観日 - 7月 - 第1学期終業式 - 8月 - 夏休み | - 9月 - 第2学期始業式、教育実習 - 10月 - 運動会、園外保育(4歳児)、教育実習、防災訓練、開園記念日 - 11月 - 園外保育(3・5歳児)、教育実習 - 12月 - 第2学期終業式 | - 1月 - 第3学期始業式、防災訓練 - 2月 - 生活発表会 - 3月 - お別れ遠足、修了式、第3学期終業式 |

## 学区
- 公共の交通機関等を利用し、通園所要時間30分程度で保護者の元から無理なく登園できること[5]。

## 交通
JR西日本明石駅、山陽電車山陽明石駅から東へ徒歩10～15分